# 普雷肖 (南达科他州)
普雷肖（英語：Presho），是美国南达科他州下属的一座城市。根据2010年美国人口普查，该市有人口503人。论人口在本州排行第115。